# Disphragis princeps
Disphragis princeps är en fjärilsart som beskrevs av William Schaus 1911. Disphragis princeps ingår i släktet Disphragis och familjen tandspinnare. Inga underarter finns listade i Catalogue of Life.